# Честь и ярость
«Честь и ярость» — кинофильм.

## Сюжет
Австралийский офицер полиции обнаруживает, что в местную наркоторговлю вовлечены даже полицейские. Чтобы бороться с этим, он объединяет усилия с преподавателем университета, который оказывается экспертом в области боевых искусств. Вместе они стараются очистить улицы от того зла, которое несут наркотики.

## В ролях
- Синтия Ротрок — Крис Фейрчайлд
- Ричард Нортон — Престон Майклз
- Терри Трис — Рита Карион
- Брайан Томпсон — Конрад Драго
- Кэтрин Бах — Капитан Мердок
- Стивен Дэвис — Бейби
- Алекс Дэтчер — Гуна Ханна
- Патрик Малоне — Пэрис Армстронг
- Тосисиро Обата — Чан Ли
- Тим Де Зарн — Быстрый Эдди
- Джон Ван Несс — Талбот
- Мэтт О'Тул — Раско
- Питер Каннингем — Головорез в переулке
- Роджер Ян — Дейв
- Фэйт Минтон — Двенадцатый размер